# Blauwkopkuifmonarch
De blauwkopkuifmonarch (Trochocercus nitens) is een zangvogel uit de familie Monarchidae (monarchen).

## Verspreiding en leefgebied
Deze soort komt voor in westelijk en centraal Afrika en telt twee ondersoorten:
- T. n. reichenowi: van Guinee tot Togo.
- T. n. nitens: van Nigeria tot zuidelijk Soedan, Oeganda, Congo-Kinshasa en noordwestelijk Angola.

## Status
De grootte van de populatie is niet gekwantificeerd maar de soort wordt omschreven als schaars tot plaatselijk zeer algemeen. Op de Rode lijst van de IUCN heeft deze soort de status niet bedreigd.